# Cerro Lirima
Cerro Lirima är ett berg i Chile.   Det ligger i provinsen Provincia del Tamarugal och regionen Región de Tarapacá, i den norra delen av landet, 1 500 km norr om huvudstaden Santiago de Chile. Toppen på Cerro Lirima är 5 552 meter över havet, eller 621 meter över den omgivande terrängen. Bredden vid basen är 3,9 km.
Terrängen runt Cerro Lirima är huvudsakligen kuperad, men österut är den bergig. Trakten runt Cerro Lirima är nära nog obefolkad, med mindre än två invånare per kvadratkilometer.. 
Omgivningarna runt Cerro Lirima är i huvudsak ett öppet busklandskap.